# Nellia clavula
Nellia clavula är en mossdjursart som beskrevs av Hayward 1978. Nellia clavula ingår i släktet Nellia och familjen Quadricellariidae. Inga underarter finns listade i Catalogue of Life.